# كاتالاز
كاتالاز أو كاتاليز (بالإنجليزية: Catalase)‏ هو إنزيم منتشر في الكائنات الحية. تتضمن وظائفه تحفيز تحلل بيروكسيد الهيدروجين إلى ماء وأكسجين. يتميز كاتالاز عن باقي الإنزيمات بحصوله على أعلى معدلات انقلاب؛ حيث يستطيع جزيء واحد فقط تحويل 83,000 جزيء من بيروكسيد الهيدروجين إلى ماء وأكسجين في الثانية. ينتشر كاتالاز في الأنسجة النباتية ومعظم الكائنات الهوائية وبعض الكائنات اختيارية اللا هوائية.

## الطبيعة الكيميائية
الكاتالاز من الإنزيمات الحديدوبورفيرينية. يتكون الكاتالاز من مجموعتين؛ وحدة البروتين والمجموعة النشطة، وهي مجموعة تعويضية تشبه اليحمور وتسمى الهيماتين. يرتبط البروتين بالمجموعة النشطة عن طريق المجاميع الكربوكسيل الموجودة به.
عندما يختلف مصدر الكاتالاز فإن خصائصه ستختلف أيضاً، مثل الوزن الجزيئي ونشاطه الخ.. والاختلافات بين نوع الكاتالاز وغيره تكون في أساساً في تركيب البروتين وفي عدد المجاميع التعويضية (الهيماتين). وعن طريق تقدير كثافة الطيف التي تعود للبروتوهيماتين ومحتوى الإنزيم من الحديد، وجد أن الكاتالاز الحيواني يحتوي على 4 مجاميع نشطة (تعويضية) بينما الكاتالاز النباتي يحتوي على مجموعة واحدة فقط.
يعتبر كاتالاز من رباعيات الوحدة ويتكون من أربع سلاسل من متعدد الببتيد، كل سلسلة تحتوي على أكثر من 500 حمض أميني.

## تاريخ اكتشاف الإنزيم
- اكُتشف إنزيم الكاتالاز لأول مرة عام 1818 بواسطة العالم لويس جاك ثينارد، الذي اكتشف مركب بيروكسيد الهيدروجين (H₂O₂)، اقترح ثينارد أن تحلُّل هذا المركب (أي بيروكسيد الهيدروجين) يحدث بفعل مادة مجهولة "الكاتلاز".[6]
- وفي عام 1900، أصبح أوسكار لوي أول من أطلق على الإنزيم اسم "كاتالاز"، ووجده موجودًا في العديد من النباتات والحيوانات.[6]
- في عام 1937، تَمكّن العالِمان جيمس بي سومر وألكسندر داونس من بلورة إنزيم الكاتالاز المستخلص من كبد الأبقار،[7] وتم قياس كتلته الجزيئية عام 1938.[8]
- أما التسلسل الأميني لإنزيم الكاتالاز البقري فتم تحديده عام 1969، بينما حُلّلت بنيته ثلاثية الأبعاد عام 1981.[9]

## آلية الفعل
السبب في تضمين الكاتالاز في خانة المواد ذات الفعل الحفزي هو قدرته على تحليل بيروكسيد الهيدروجين إلى ماء وأكسجين جزيئي. ولكي يتم هذا التفاعل فإنه يحتاج إلى جزيئين من بيروكسيد الهيدروجين، حيث يعمل الأول كمستقبل للإلكترونات والثاني كمعطي لها.
2 H2O2 → 2 H2O + O2

## تثبيط الكاتالاز
تعمل المركبات الحاجزة لحديد المجموعة الهيماتينية مثل السيانيد والأزايد والسلفايد والهيدروكسيل أمين على تثبيط جميع الإنزيمات الهيدربروتينية (المحتوية على الحديد) ومن ضمنها الكاتالاز، ويتميز الكاتالاز بإنه يثبط من قبل مواد أخرى غير متخصصة مثل النيتريت وأيونات الكلور والخلات والفوسفات والكبريتات، والسبب في ذلك هو مشاركة أو منافسة هذه الأيونات على الأماكن في حديد الإنزيم. كما تؤثر الأحماض على نشاط الكاتالاز وتوقفه تماماً حتى عند التركيزات المنخفضة، والسبب هو إن الحمض يحجز الهيدروكسيل (الخاص ببيروكسيد الهيدروجين) عن المركز النشط للإنزيم. ومثال على ذلك حمض الفورميك في تركيز منخفض (0,02 مولر).

## الوظيفة البيروكسيدية لإنزيم الكاتالاز
تحت التركيزات المنخفضة جداً من بيروكسيد الهيدروجين (هيدروكسيد الهيدروجين) (لا تزيد عن 10−9 مولر)، يعمل الكاتالاز على أكسدة الإيثانول والميثانول والفورمالدهيد والنيترات. وبذلك فإنه يشبه فعل إنزيمات أخرى مثل الكحول ديهيدروجينيز وزانثين أكسيداز وأكسيدات الأحماض الأمينية. ولكن سرعة الأكسدة تكون في هذه الحالة بطيئة مقارنة بالإنزيمات المتخصصة، وإذا زادت نسبة هيدروكسيد الهيدروجين فإنه سوف يعمل على أكسدته ويتوقف عن أكسدة الكحول.

## تأثير الكاتالاز على أوراق النبات
توجد علاقة طردية بين بناء صبغات اليخضور ونشاط الكاتالاز، وذلك يعني إنه عندما ينشط الإنزيم فإن معدلات إنتاج صبغات اليخضور ترتفع. وعندما ينخفض نشاط الإنزيم تنخفض معدلات إنتاج اليخضور. ووجد أن الأوراق الخضراء الشاحبة يكون نشاط الكاتالاز بها مرتفعا.

## الدور الحيوي وتوضع إنزيم الكاتالاز
يوجد لدى هيدروكسيد الهيدروجين تأثير سام عندما يزيد تركيزه في الخلية، ولذلك فالكاتالاز هام جداً حيث يقوم بتحليل هيدروكسيد الهيدروجين الزائد في الخلية. وبالإضافة إلى ذلك فإنه يقوم بإمداد الأنسجة بالأكسجين الجزيئي حيث يصعب وصول ذلك الأكسجين إلى هذه الأنسجة. وأنزيم الكاتالاز (الكاتليز) موجود كثيراً في بعض النباتات الأرضية مثل ثمار البطاطا، ويتم استخلاص هذا الإنزيم بنقع مهروس البطاطا في الماء النقي (المقطر) وحفظ المحلول أو الإنزيم في درجة حرارة باردة.

## نظائر الكاتالاز
يوجد في النبات ما قد يصل إلى 5 نظائر في بعض الأنسجة، وثلاث نظائر في الإندوسبرم. أما في الإنسان فيوجد هيئتين فقط وهما المرتبط بالجسيمات البروكسيمية والآخر ذائب. وتستعمل النسبة بين هذين في التعرف على بعض الأمراض في الإنسان.